# تارجي مو
تارجي مو (بالنرويجية البوكمول: Terje Moe)‏ هو مهندس معماري نرويجي، ولد في 4 نوفمبر 1933، وتوفي في 24 يوليو 2009.